# Ganisa pandya
Ganisa pandya är en fjärilsart som beskrevs av Moore 1865. Ganisa pandya ingår i släktet Ganisa och familjen Eupterotidae. Inga underarter finns listade i Catalogue of Life.